# Туризм в Ставропольском крае
Туризм в Ставропольском крае — часть туризма в России на территории Ставропольского края.
Государственное управление туризмом в крае осуществляет Министерство курортов и туризма Ставропольского края. В Ставропольском крае расположена группа курортов федерального значения Кавказские Минеральные Воды со статусом особо охраняемого эколого-курортного региона Российской Федерации, которые являются вторым по значимости курортным районом Кавказско-Причерноморского региона после Черноморского побережья России.
В связи с тем, что северная и южная части Ставропольского края сильно различаются между собой также различаются и основные виды туризма в этих частях. Южная предгорная и низкогорная часть относится к Северо-Кавказскому рекреационному району и представлена пассивным отдыхом с лечением, спортивным, пешим туризмом и экскурсиями. Северная степная часть относится к Южнорусскому рекреационному району и представлена пешим, водным и автотуризмом, рыболовством, охотой и круизами.

## История
На территории Ставропольского Края находится один из старейших курортных регионов России Кавказские Минеральные Воды. Первые письменные сведения о его минеральных источниках встречаются у врача Г. Шобера (1717 г.), который был направлен Петром I для обследования минеральных кладезей Северного Кавказа. Первые подробные описания их сделаны И. А. Гюльденштедтом (1773 г.), а затем П. С. Палласом (1793 г.). После обследования вод Пятигорья в 1798 году штаб-лекарем Левенцем и аптекарем Кёрнером Медицинская коллегия официально ввела Кавказские Минеральные Воды во всеобщее употребление, их начали использовать для лечения больных в войсках Кавказской линии. После исследования горячего источника в Пятигорске (1801 г.) и заключения специальной комиссии о возможности использования минвод с лечебной целью (1802) указом Александра I от 24 апреля 1803 года было утверждено положение о Кавминводах, когда был подписан исторический Рескрипт «О признании государственного значения Кавказских Минеральных Вод и необходимости их устройства», — и началось их официальное существование как курортного района.
Также 1770-е И. А. Гюльденштедт сообщил сведения о Тамбуканском озере, однако применение его лечебной грязи началось значительно позже (с 1886 в Пятигорске и Ессентуках, затем в Железноводске). Первоначально Кавказские Минеральные Воды привлекали ограниченное число больных, преимущественно из военных и знати. Главный врач курорта Фёдор Петрович Конради с 1824 по 1842 год составил план Горячих Вод, в экспликации которого были указаны источники и ванны. В 1831 году вышла его книга «Рассуждения о искусственных минеральных водах с приобщением новейших известий о Кавказских минеральных источниках».
20 марта 1919 года В. И. Ленин подписал Декрет о национализации и охране курортов, согласно которому курортное управление Кавказских минеральных вод вошло в непосредственное подчинение Наркомздрава РСФСР. В 1925 году, согласно принятому Положению о Кавказских минеральных водах, курорты были изъяты из местного управления и переданы в Главное курортное управление при Наркомздраве РСФСР; с 1927 года — трест «Курортное объединение» (Кавминводздравтрест), с 1931 года — Всероссийское объединение курортов. С этого времени медицинская помощь на курортах полностью переходит в руки государства.
В 1990 году на всесоюзном бальнеологическом курорте Кавказских Минеральных Вод отдыхало и оздоравливалось около 1,5 миллионов человек со всех уголков страны и из-за рубежа.
Постановлением Правительства Российской Федерации от 03.02.2007 № 71 создана особая экономическая зона туристско-рекреационного типа «Гранд Спа Юца» на территориях города-курорта Ессентуки, города-курорта Железноводска, города-курорта Кисловодска, города Лермонтова, города-курорта Пятигорска, Минераловодского и Предгорного муниципальных районов Ставропольского края. Постановлением Правительства РФ от 27.12.2012 № 1434 вышеназванная особая экономическая зона включена в состав Северокавказского туристического кластера, образованного в соответствии с Постановлением Правительства РФ от 14.10.2010 № 833 и которым управляет ОАО «Курорты Северного Кавказа»
Постановлением Правительства ставропольского Края от 20 июля 2011 года № 287-п утверждена краевая целевая программа «Развитие курортов и туризма в Ставропольском крае на 2012—2016 годы»

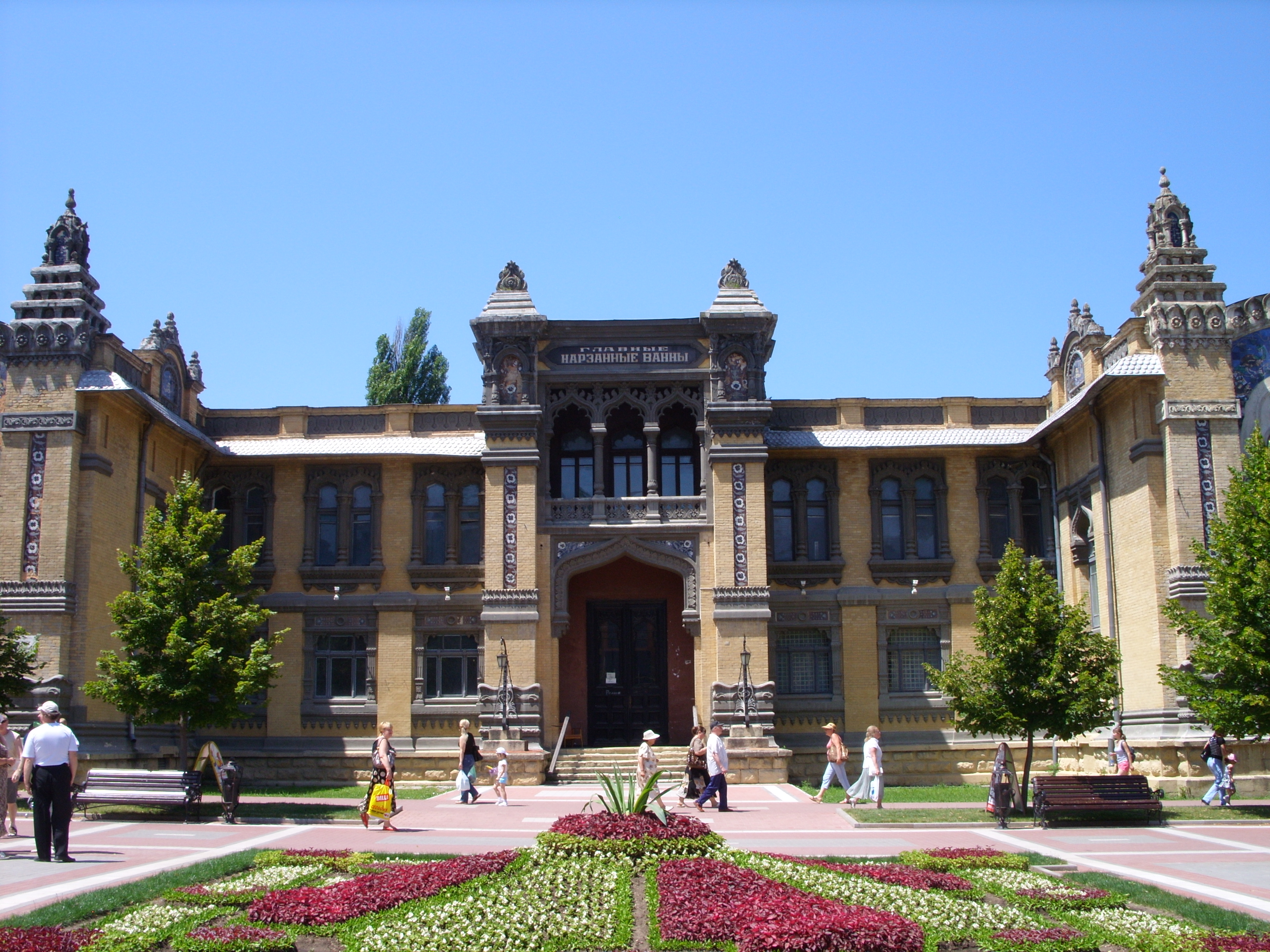
Здание Главных нарзанных ван в Кисловодске
Статуя Остапа Бендера у входа в Провал
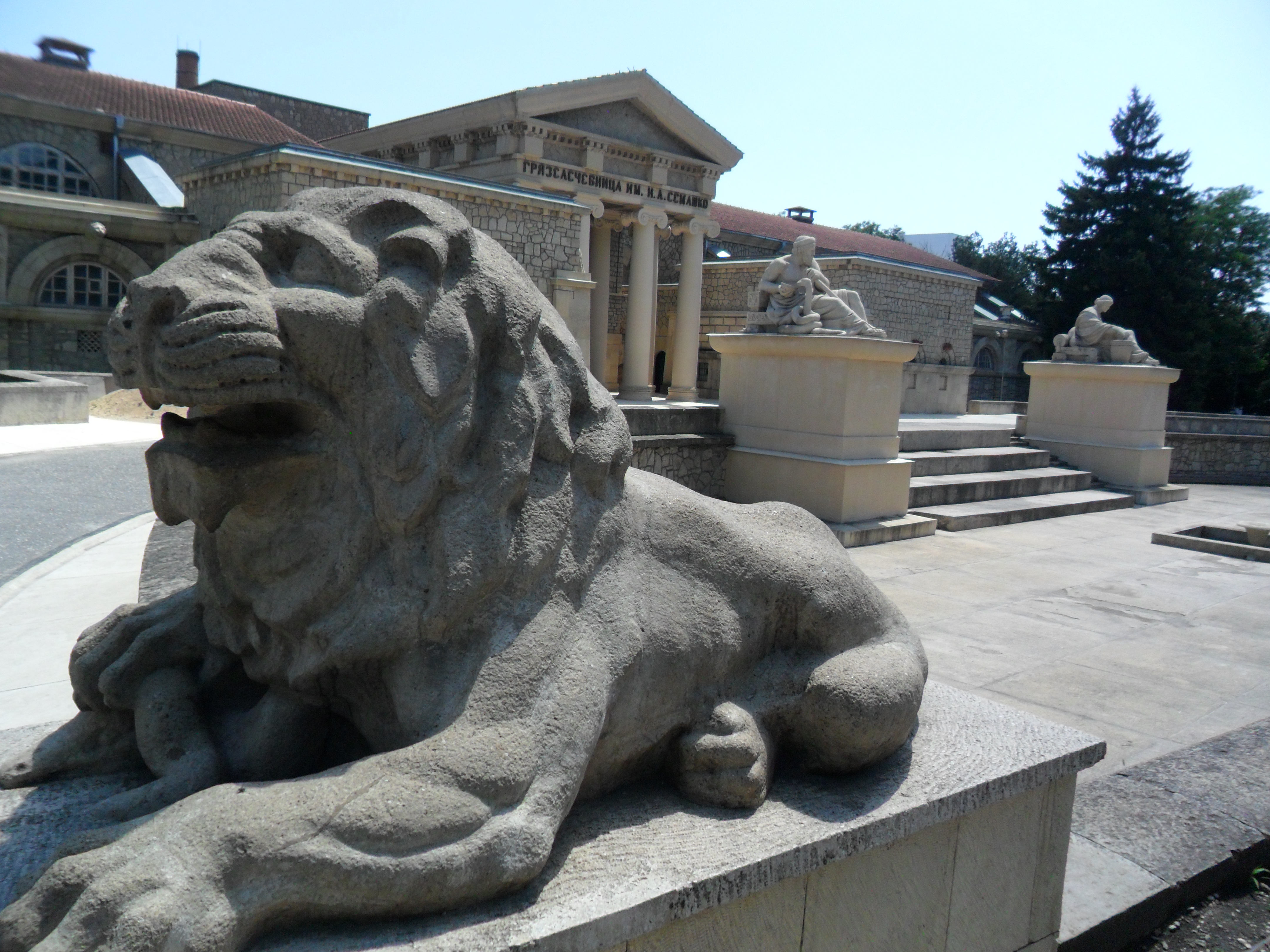
Ессентукская грязелечебница
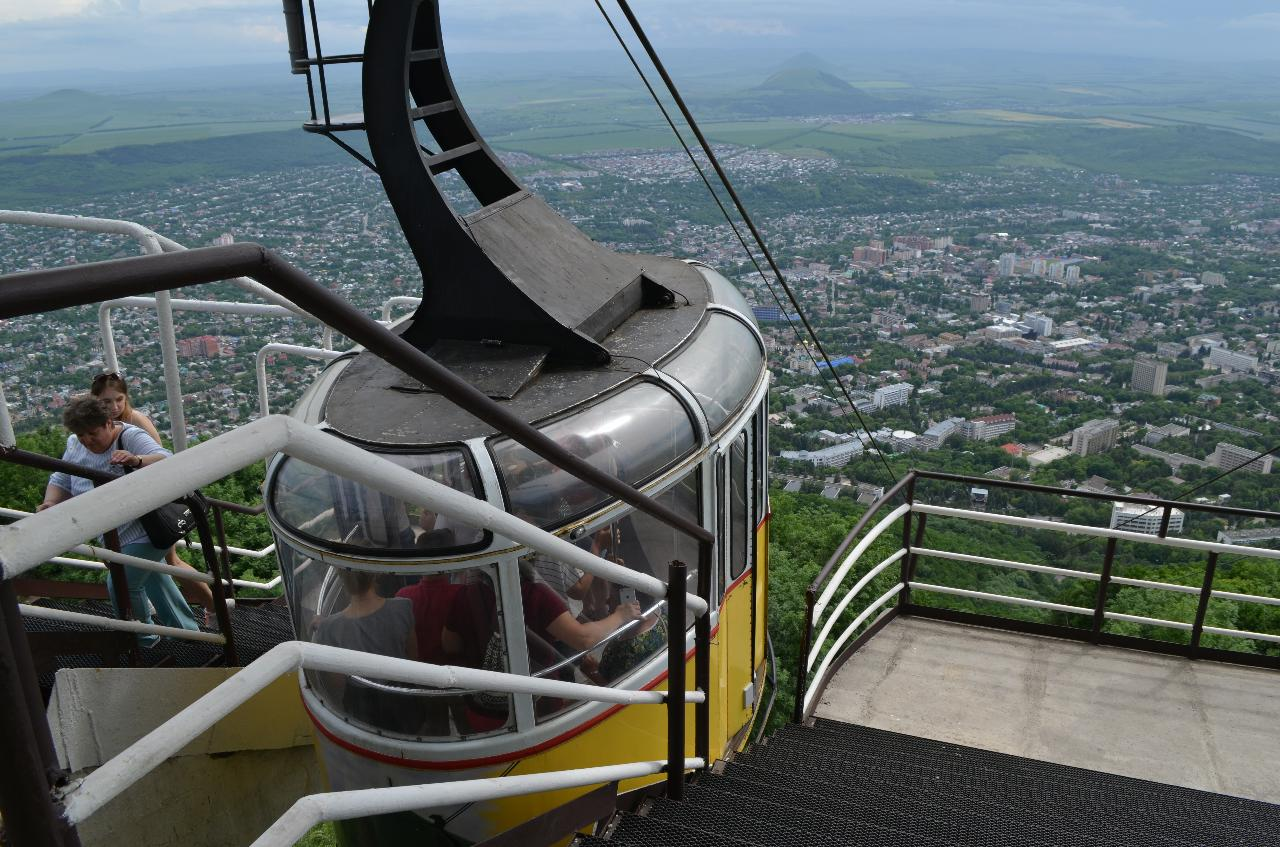
Верхняя станция канатной дороги на горе Машук

## Виды туризма в Ставропольском крае

### Промышленный туризм
По поручению Губернатора Ставропольского края министерством туризма и оздоровительных курортов Ставропольского края разработана «Дорожная карта» по развитию промышленного туризма в Ставропольском крае на период 2019—2021 годы", а также составлен перечень объектов промышленного туризма, которые готовы принимать туристов. В реестр включено 21 предприятие. Для популяризации и продвижения бренда территории в 2019 году на территории ведущих предприятий Ставрополя прошел форуме «Промышленный туризм», включающий экскурсионные туры.
Центром развития промышленного туризма в Ставропольском крае является город Невинномысск. Туристам доступна экскурсия на завод по производству аэрозольных баллончиков, также рассматривается возможность посещения ряда других предприятий.

### Событийный туризм
Среди мероприятий Ставропольского края, популярных у туристов, можно выделить кинофестиваль «Золотой витязь», музыкальный фестиваль «Золотая осень Ставрополья», международный фестиваль воздушных шаров «Кавказские Минеральные Воды — жемчужина России», чемпионат и первенство России по экстремальным видам горного велосипеда, Южно-Российский курортный форум «Кавказская здравница», межрегиональный фестиваль туризма «Туристское Ставрополье».

### Этнокультурный туризм
Министерством туризма и оздоровительных курортов Ставропольского края подготовлен реестр объектов этнографического туризма на территории Ставропольского края, в который входят девять объектов.
На территории Ставропольского края можно познакомиться с бытом и культурой казаков. В южных и восточных частях Ставрополья проживают терские казаки, а в западных частях кубанские казаки.
В посёлке Новокумский Левокумского района находится первый в Ставропольском крае объект этнического туризма «Центр традиционной русской культуры казаков некрасовцев и духовных молокан». Строительство данного объекта началось в 2012 году в рамках краевой целевой программы «Развитие курортов и туризма в Ставропольском крае на 2012—2016 годы». В этническом подворье проживают вернувшиеся в 1962 году из Турции казаки-некрасовцы и христиане-молокане. Разработано несколько туристических маршрутов и обзорных экскурсий, в рамках которых туристы могут ознакомиться с бытом, традициями, обрядами, ремёслами некрасовцев и молокан, а также поучаствовать в фольклорных и обрядовых праздниках.
В станице Боргустанской Предгорного района расположен этнографический комплекс «Казачье подворье», на территории которого находятся «Хата», «Дворовые пристройки», летняя кухня «Лестница», «Сторожевая башня», «Казачий редут». Туристы знакомятся с культурой, обычаями и бытом терских казаков в театрализованных программах «Казачья ярмарка», «Старинные посиделки», «Встреча казаков из похода», «Посвящение в приписные казаки», «Свадьба».
Также с культурой казаков можно ознакомиться на хуторе Козлов в Изобильненском городском округе; станице Беломечётская в Кочубеевском муниципальном районе, этнографическом подворье «Горячеводская казачья община» в Пятигорске.
В Грачёвском муниципальном районе около села Сергиевского находится музей под открытым небом с реконструкциями старинных бытовых и сельскохозяйственных предметов.
В Минераловодском городском округе расположена греческая этнодеревня «Кавказская Эллада», на территории которой находится этнографический музей, посвящённый грекам-переселенцам из Малой Азии.

### Сельский туризм
Ставропольский край имеет высокий уровень развития сельского хозяйства. Ряд малых и крупных частных компаний диверсифицируют свою деятельность за счет расширения не сельскохозяйственного сегмента и создают разнообразные виды туристские продукты в сегменте сельского отдыха, обустраивая усадьбы, гостиницы, фермы и оказывая услуги по приему туристов.
Всего сельский туризм получил развитие в 17 районах Ставропольского края из 26 и 1 городе, что составляет в половину поселений региона. Имеется тенденция территориальной локализации сельского туризма в Ставропольском крае в пределах основных четырёх районов, в которых сконцентрировано 50 % объектов сельского туризма. Наиболее высокая концентрация объектов сельского туризма наблюдается в Шпаковском (22 %), в Предгорном (12 %), Изобильненском муниципальных районах и на территории Ставрополя (8 %). На территории Труновского, Новоселицкого и Буденновского муниципальных районов расположено по 6 % объектов сельского туризма, в остальных районах — от 2 до 4 % объектов.
Функциональная структура объектов сельского туризма в Ставропольском крае представлена разноплановыми объектами. Большинство из них являются базами отдыха, в которых туристам предлагаются комплексные услуги размещения, питания, активного отдыха, спортивные и иные услуги. Вторыми по количеству являются винные заводы — специализированные сельскохозяйственные предприятия, которые проводят экскурсии и дегустацию продукции. Также развиты объекты конного, зелёного, охотничьего, рыболовного и фермерского туризма.
На объектах сельского туризма в Ставропольском края можно встретить одних из лучших в стране скаковых лошадей. Так на Ставропольском конном заводе № 170 разводят лошадей чистокровных пород — Ахалтекинской и английской. ЗАО «Терский племенной конный завод № 169» крупнейшее в России предприятие по разведению чистокровных арабских лошадей, где к услугам туристов прокат лошадей, а также ежегодные региональные и международные конноспортивные мероприятия. В Апанасенковском муниципальном районе туристы могут ознакомиться с разведением тонкорунных овец. В Предгорном муниципальном районе племенной завод «Форелевый» предлагает услуги рыболовных туров и познавательных экскурсий. Также имеется возможность посетить зональную опытную станцию по птицеводству Россельхозакадемии «Индейка Ставрополья», перепелиную и страусиные (Курский и Предгорный муниципальные районы) фермы, пасеку Крупельницких (Александровский муниципальный район), бахчу (Грачёвский муниципальный район).

### Лечебно-оздоровительный туризм
Кавказские Минеральные Воды — крупнейший курортный регион Российской Федерации, который по богатству, разнообразию, количеству и ценности минеральных вод и лечебной грязи не имеет аналогов во всей Евразии. Кавказские Минеральные Воды имеют статус особо охраняемого эколого-курортного региона Российской Федерации и являются вторым по значимости курортным районом Кавказско-Причерноморского региона после Черноморского побережья России.
В пределах округа горно-санитарной охраны имеется 24 месторождения и участка минеральных вод различного состава, на базе которых возник так называемый Северо-Кавказский рекреационно-лечебный район. Условно можно выделить несколько отдельных месторождений: Кисловодское, Ессентукское, Пятигорское, Бештаугорское, Иноземцевское, Железноводское, Змейкинское, Лысогорское, Красно-Восточное, Кумагорское, Нагутская курортная местность и другие.
118 оснащённых самым современным лечебно-диагностическим оборудованием здравниц, специализирующихся на лечении десятков самых различных заболеваний (треть из которых располагается в Кисловодске) и 26 туристских и гостиничных комплексов (треть всех гостиниц, мотелей, кемпингов находится в Пятигорске) Кавказских Минеральных Вод могут принимать одновременно свыше 40 тысяч человек. В санаториях, профилакториях, пансионатах Пятигорска одновременно лечатся и отдыхают до десяти тысяч человек (четверть); а треть всех отдыхающих и поправляющих здоровье приходится на здравницы Кисловодска.
Город-курорт Пятигорск располагает разнообразными минеральными источниками, которые сосредоточены на небольшой площади вокруг горы Машук. Это горячие сероводородные воды, углекислые воды (пятигорские нарзаны), радоновые воды, минеральные воды ессентукского типа (четвёртый пятигорский тип), азотно-метановые воды. Широко известны соляно-щелочные воды Ессентукского курорта (Ессентуки-4, Ессентуки-17), доломитный, сульфатный и простой нарзаны Кисловодска, углекислые сульфатно-карбонатные кальциево-натриевые Железноводские минеральные источники (Смирновская и Славяновская воды), а также горько-солёные воды Баталинского и Лысогорского источников.
Пятигорский курорт является многопрофильным и лечит заболевания периферической нервной системы, опорно-двигательного аппарата, органов пищеварения, кожи, сосудов, а также женские и профессиональные болезни. Основу санаторно-курортного лечения в Пятигорске составляют бальнеогрязелечебные процедуры. Железноводский курорт имеет два профиля: болезни органов пищеварения, болезни почек и мочевыводящих путей. Ессентукский курорт специализируется на заболеваниях органов пищеварения, печени и желчных путей, обмена веществ. Для Кисловодского курорта, располагающего углекислыми минеральными водами, климатом и ландшафтом, типичными для среднегорья, в соответствии с основными профилями курорта показаны сердечно-сосудистые заболевания, болезни нервной системы, неспецифические заболевания органов дыхания вне периода обострения.

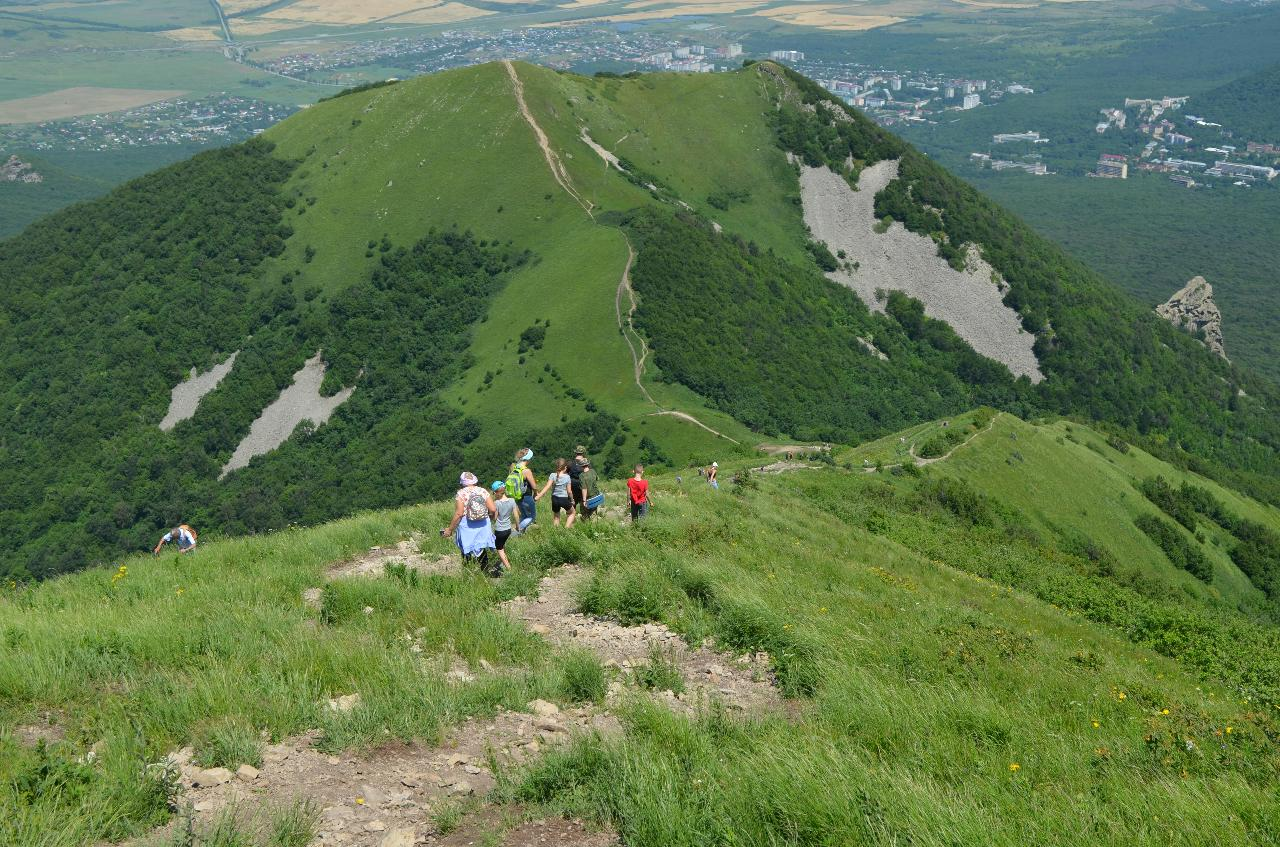
Поход на гору Бештау
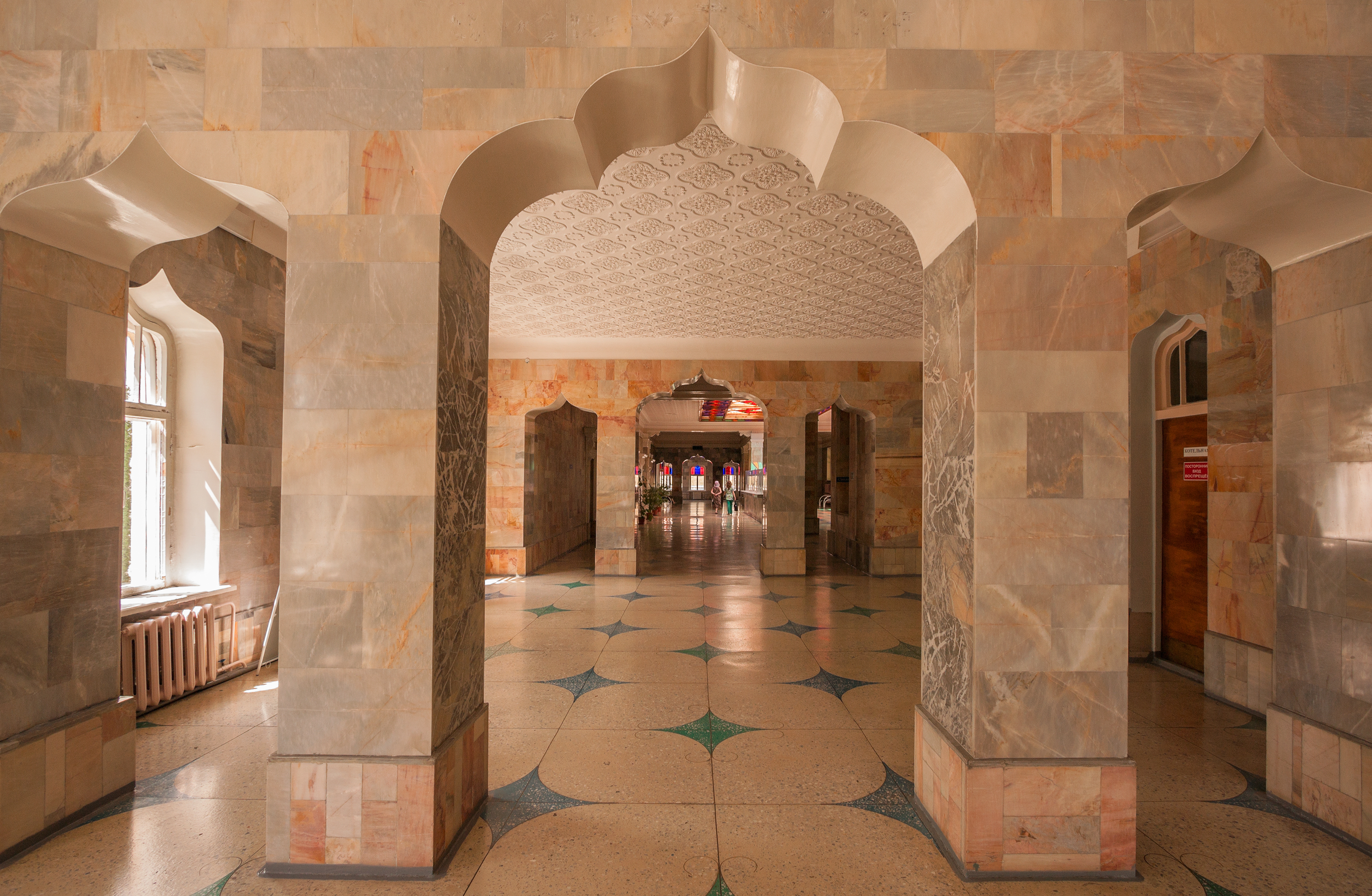
Ессентуки. Галерея над источником № 17
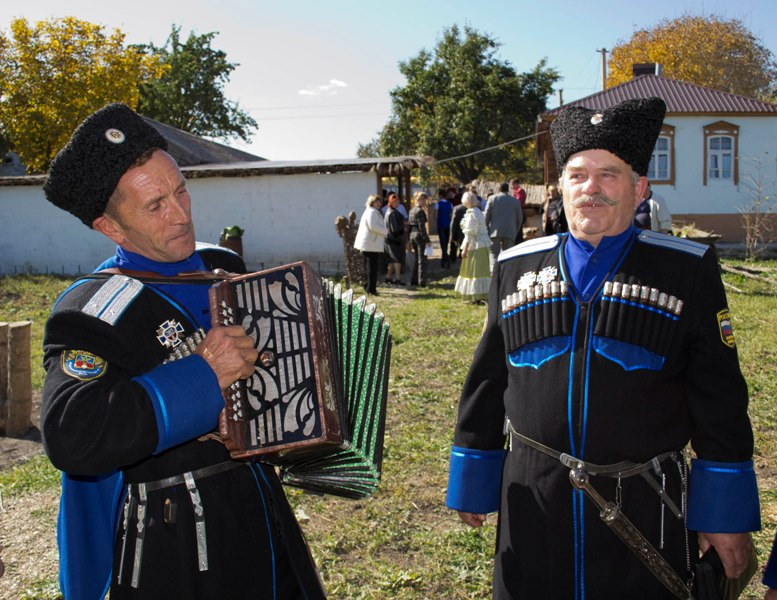
Терские казаки из станицы Боргустанской
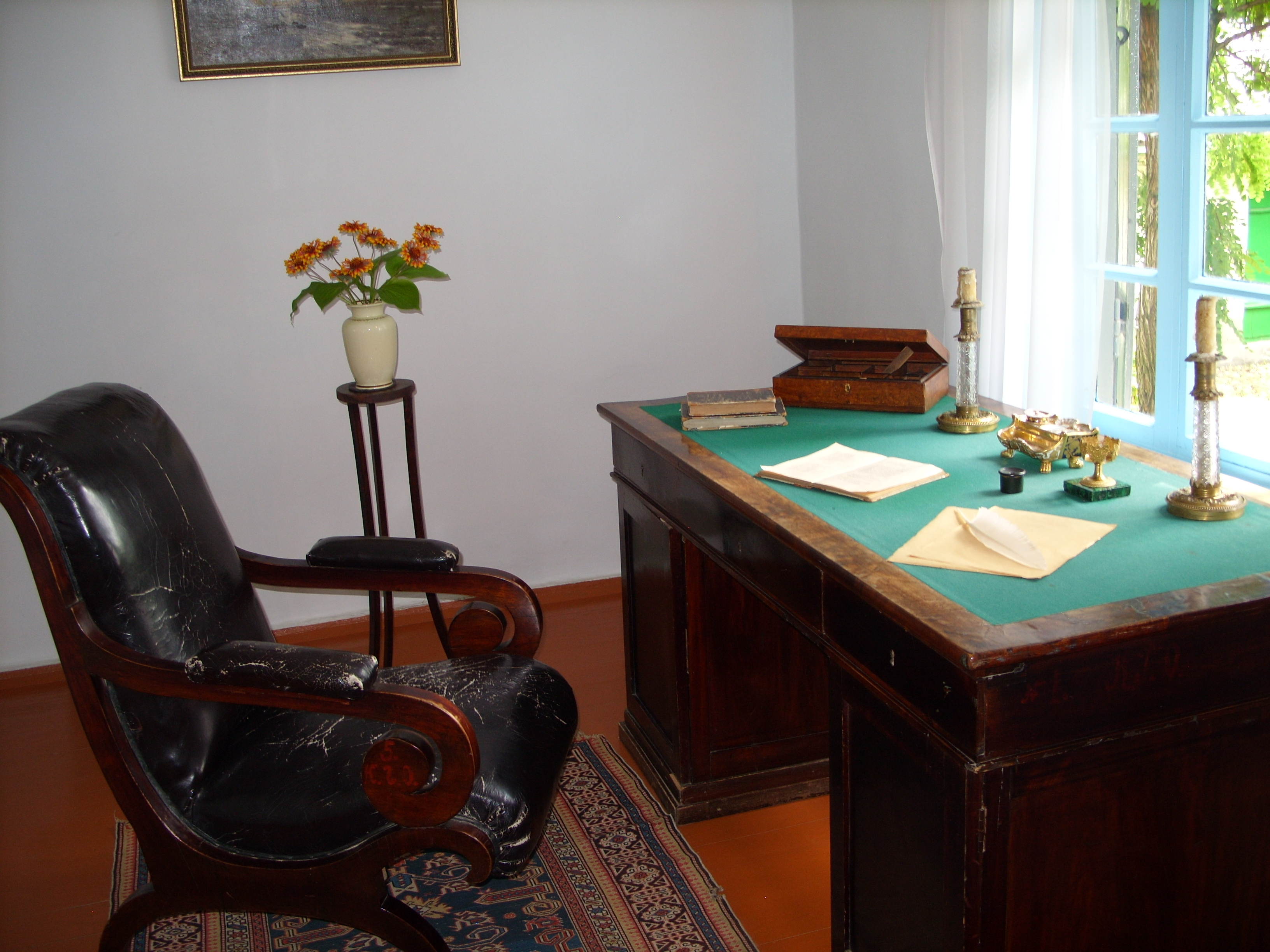
Пятигорск. Государственный музей-заповедник М. Ю. Лермонтова